# Факко Бонетти, Джанфранко
Джанфранко Факко Бонетти (итал. Gianfranco Facco Bonetti, род. 19 апреля 1940 года, Галеата, Форли-Чезена, Италия) — дипломат Итальянской Республики и Мальтийского ордена.

## Образование
Окончил Классический лицей «Stellini» в Удине.
В 1958 году поступил Университет Триеста, где получил дипломы юриста и переводчика с французского и английского языка.

## Биография

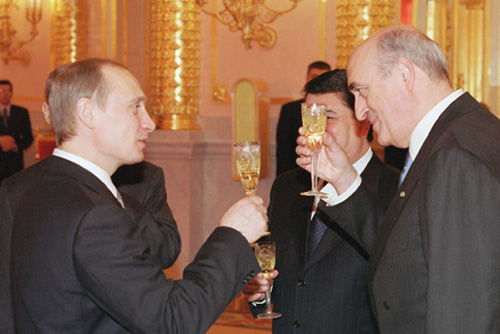
Владимир Владимирович Путин и Джанфранко Факко Бонетти (справа), 2002 год

Закончив военную службу в качестве младшего лейтенанта запаса ВВС Италии, 26 октября 1967 года поступил на дипломатическую службу Италии.
Начал свою карьеру в Генеральной дирекции по социальным вопросам и вопросам эмиграции МИД Италии.
С 16 января 1969 года — Руководитель секретариата Генеральной дирекции по социальным вопросам и вопросам эмиграции МИД Италии.
С 10 мая 1969 года — Руководитель секретариата Генеральной дирекции кадров и администрации МИД Италии.
Со 2 мая 1970 года — Второй секретарь Посольства Италии в Великобритании (Лондон).
7 января 1974 года направлен на работу в Секретариат Межгосударственного Итало-югославского комитета по делам меньшинств и Смешанной комиссии по согласованию в Удине.
30 апреля 1974 года — консул в Генеральном консульстве Италии в Копере.
С 30 апреля 1978 года — советник Посольства Италии в Иране (Тегеран).
1981—1986 — работал в центральном аппарате МИД Италии в Генеральной дирекции по делам экономики (Отдел Ближнего Востока) и в Департаменте по сотрудничеству в целях развития (Отдел многостороннего сотрудничества).
С 14 сентября 1983 года по 13 сентября 1986 года — руководитель Секретариата заместителя Министра.
1986—1990 — Генеральный консул Италии во Франкфурте-на-Майне (Германия).
С 5 июня 1990 по 8 сентября 1994 года — министр-советник Посольства Италии в СССР и России.
С апреля 1995 года по март 1997 года — служил в Генеральной дирекции по делам экономики МИД Италии.
1 января 1996 года — 30 июня 1996 года — Руководитель делегации по организации Председательства Италии в Европейском союзе
С 13 ноября 1998 года — Генеральный директор по культурным связям МИД Италии.
С февраля 2001 года — Генеральный директор МИД Италии по странам Азии, Океании, Тихоокеанского региона и Антарктиде.
В 2001—2006 годах — Чрезвычайный и Полномочный Посол Итальянской Республики в Российской Федерации.
Вручил верительные грамоты Президенту Российской Федерации В. В. Путину 31 января 2002 года.
С 22 апреля 2008 года по октябрь 2019 года — Чрезвычайный и Полномочный Посол Суверенного Военного Ордена Госпитальеров Иерусалима, Родоса и Мальты (Мальтийского Ордена) в Российской Федерации.

## Награды
- Великий офицер ордена «За заслуги перед Итальянской Республикой» (2 июня 2000 года)[3].
- Командор ордена «За заслуги перед Итальянской Республикой» (27 декабря 1990 года)[4].
- Премия Джованни да Удине (2004 год) (итал. Premio «Giovanni da Udine»)[1].

## Дипломатические ранги
- Советник Дипломатической миссии (1 мая 1977).
- Советник Посольства (1 июля 1982).
- Полномочный министр 2 класса (10 ноября 1989).
- Полномочный министр 1 класса (23 декабря 1997).
- Посол